# Leopold von Pezold
Leopold Diedrich Ernst von Pezold (* 6. Julijul. / 18. Juli 1832greg. in Fellin, Livland; † 22. April 1907 in Karlsruhe, Baden) war ein deutsch-baltischer Maler, Journalist und Schriftsteller.

## Leben und Wirken
Leopold von Pezold war eines von vier Kindern des deutsch-baltischen Malers und Lithografen August Georg Wilhelm Pezold (1794–1859) und dessen Ehefrau Caroline, geborene Tiling (1799–1886). In den 1840er Jahren lebte von Pezold mit seiner Familie in St. Petersburg. In den 1850ern studierte er zunächst Theologie und Geschichte an der Kaiserlichen Universität Dorpat, in den Jahren 1857 bis 1858 dann Malerei an der Kunstakademie Düsseldorf bei Carl Friedrich Lessing, dem er später nach Karlsruhe folgte. 1858 unternahm er mit Eduard Gebhardt Studienreisen nach den Niederlanden, Belgien und Tirol. Von 1858 bis 1861 studierte er unter Lessing, Johann Wilhelm Schirmer, Ludwig Des Coudres und Adolph Schroedter an der Großherzoglich Badischen Kunstschule Karlsruhe. 1860/1861 weilte er in Rom. Dann kehrte er für kurze Zeit nach Karlsruhe zurück. 1862 bis 1865 wirkte er als stellvertretender Redakteur der Revalschen Zeitung. Erneut kehrte er für kurze Zeit nach Karlsruhe zurück. 1866 ging er wieder nach Reval, wo er von 1867 bis 1869 die Stelle eines Redakteurs der Revalschen Zeitung bekleidete. 1869 wechselte er als Redakteur nach Riga zur Rigaer Zeitung. Von dieser Stellung trat er 1879 wegen seiner fortschrittlichen, nationalliberalen Einstellung, die im Gegensatz zu maßgeblichen konservativen Kreisen stand, zurück und ging abermals nach Karlsruhe. Dort schrieb Leopold von Pezold unter anderem für die Badische Landeszeitung und unterrichtete Literatur und Ästhetik an der Malerinnenschule. Das „Adressbuch von bildenden Künstlern der Gegenwart“ führt ihn im Jahr 1898 mit dem Eintrag „Pezold, Leopold v, M., Karlsruhe, Beierttheim, Allee 28.“ (Seite 192). Im Alter von 74 Jahren starb er in Badens Hauptstadt.
Von Pezold heiratete Marie, geborene Müller (1845–1919), Tochter des Revaler Kaufmanns und Ratsherrn Johann Heinrich Müller (1803–1879). Während seiner Zeit als Chefredakteur der Rigaer Zeitung wurde am 18. Juni 1870 der Sohn Johannes, genannt Hans (1870–1935), geboren, der später königlich-preußischer Sanitätsoffizier werden sollte.

## Schriften
- Die Öffentlichkeit in den Baltischen Provinzen, Leipzig 1870
- Bildhauer oder Architekt? Ein Beitrag zur Karlsruher Denkmalsfrage, Karlsruhe 1888 bei Macklot
- Karlsruher Erinnerungen und Wünsche, 1895
  - daraus: Vom Leben der Dienstboten in der Mansarde (Blick in die Geschichte: Karlsruher stadthistorische Beiträge. Nr. 90 vom 18. März 2011; gesichtet 9. April 2011)

- Schattenrisse aus Revals Vergangenheit, Reval 1901[4]
- Vor vierzig Jahren – Erinnerungen eines ehemaligen Karlsruher Kunstschülers, Karlsruhe 1903
- Zur Geschichte der »Rigaschen Zeitung«, Riga 1907

Zudem verfasste er die Lebensbilder von Friedrich Ludwig von Maydell, Gerhardt Wilhelm von Reutern, Carl Steinhäuser sowie Carl von Steuben für die Allgemeine Deutsche Biographie (Siehe auch unten: Wikisource) und schrieb Gedichte, die im Jahr 1896 veröffentlicht wurden.

## Ehrungen
- Ehrenmitgliedschaft der Ehstländischen Literärischen Gesellschaft